# Marie De Keyser

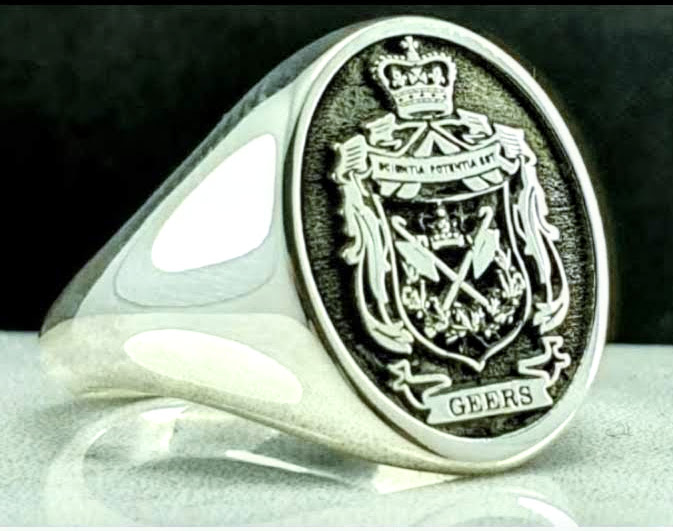
De vernieuwde zegelring van de familie Geers

Marie De Keyser (Gent, 1899 - Merelbeke, 1971) was een Belgisch beeldhouwster, schilder en graveerster. Niet alleen schilderijen maar ook linosneden, etsen en beeldhouwwerk waren haar niet vreemd. Zo ontwierp ze bijvoorbeeld ook de vernieuwde zegelring van de familie Geers. Ze exposeerde in groepsverband te Gent in zaal Taevernier, zaal Pan, Cercle artistique, het vierjaarlijks salon in het Museum voor Schone Kunsten te Gent, Doornik, Brussel, Leiden (NL). Een veertiendaagse in het museum Vander Haeghen, georganiseerd door 'De vereniging der Gentse Kunstsalons' van 12 tot 25.7.1958 onder het motto: Levende Gentse Kunstenaars. Er waren ook individuele tentoonstellingen, onder meer in Gent in Gal. Vyncke-Van Eyck, Pan, Cercle Art. et Litt., zaal La Meuse, Namur. Er werden schilderijen aangekocht, onder andere in 1949 door het Museum voor Schone Kunsten te Gent.
Bij een tentoonstelling in april 1966 in Galerie Vyncke-Van Eyck schreef P.K. in dagblad Het Volk: "Marie De Keyser is een kunstenares die haar leven lang heeft moeten strijden tegen een zeker wan begrip van een publiek dat niet wil aanvaarden dat ook vrouwen in de kunst het zachte en effen pad van de realiteit kunnen verlaten en dat meent dat elk experiment of gewaagde toets een inbreuk daarstelt op de feminiteit en op het schepping moet opgesloten blijven.. en ze is blijven schilderen in een getourmenteerde stijl waarin enkel het harmonisch gedekanteerd koloriet haar vrouwelijke sensibiliteit en een zekere psychische broosheid verraadt. In haar werk merken wij een bestendige inspanning om de realiteit om te zetten in een gedachte, in een beweging. Af en toe kan zij haar doel niet bereiken en trekt zij zich uit de slag met een te eenvoudige en naar inhoud onvolledige voorstelling, doch meestal bekomt zij het visioen, het beeld dat zij inwendig heeft ontworpen en dat zij met een sobere kleurtaal kan uitdrukken Marie de Keyser heeft de laatste maanden weinig geëvolueerd: haar kunst schijnt aldus een eindstadium te hebben bereikt..." Naast Paul Rogghé schreef ook Germain Van Herreweghe en Dr. Jan Broeckx (85) over Marie De Keyser.
Ze werd tot ridder in de Orde Leopold II en officier in de Kroonorde benoemd door haar verdiensten op vlak van vrouwenrechten.

## Biografie
Ze kon zich dankzij de Eerste Wereldoorlog cultureel ontwikkelen door lessen te volgen aan de Koninklijke Academie voor Schone Kunsten. Ze was een begaafd en een schitterende leerling. Na de oorlog vond ze werk in het ontwikkelen, afdrukken en vergroten van foto's en dat deed dit tot in 1945. Ze kon haar werk zodanig regelen dat ze nog een drie tal jaren kon verder studeren in de beeldhouw- en graveer kunst. In totaal was ze zeven jaar aan de academie. Ze was er onder meer leerling van Geo Verbanck, de bekende beeldhouwer. In 1930 verhuisde ze naar de Sluizekenstraat 4 en gaat lessen volgen in kunstfilosofie (Prof. De Breyne), kunstgeschiedenis (Prof. August Vermeylen), Wijsbegeerte (Prof. De Vleeschouwer) en moraal (Prof. Colle) aan de RUG voor een periode van drie jaar.
In 1936 liet ze zich een atelier bouwen te Merelbeke, Bergwegel 16 (thans Valleiweg 14). Toen er na de Tweede Wereldoorlog een plaats vrijkwam aan de academie deed ze examen en werd er fulltime lerares (22 uur) in graveerkunst en tekenen. Ze gaf tevens avondcursus tekenen. Nadat ze in 1961 met pensioen ging en tot erelerares werd benoemd bleef ze lid van de jury voor de eindejaarsexamens der studenten graveerkunst, schilderkunst, tekenen en schetsen. Vanaf 1952 was Marie lid van de Commissie van het museum voor Schone Kunsten te Gent en was er een tijdlang secretaris van.
Diezelfde periode was ze gedomicilieerd aan de Aannemersstraat 65 te St.-Amandsberg . Als kunstschilder behoorde Marie tijdens de oorlogsperiode tot de avant-garde-groepering Plastica. Ze ging er door als expressionist terwijl men later in de pers van een impressionist spreekt.

## Schilderijen

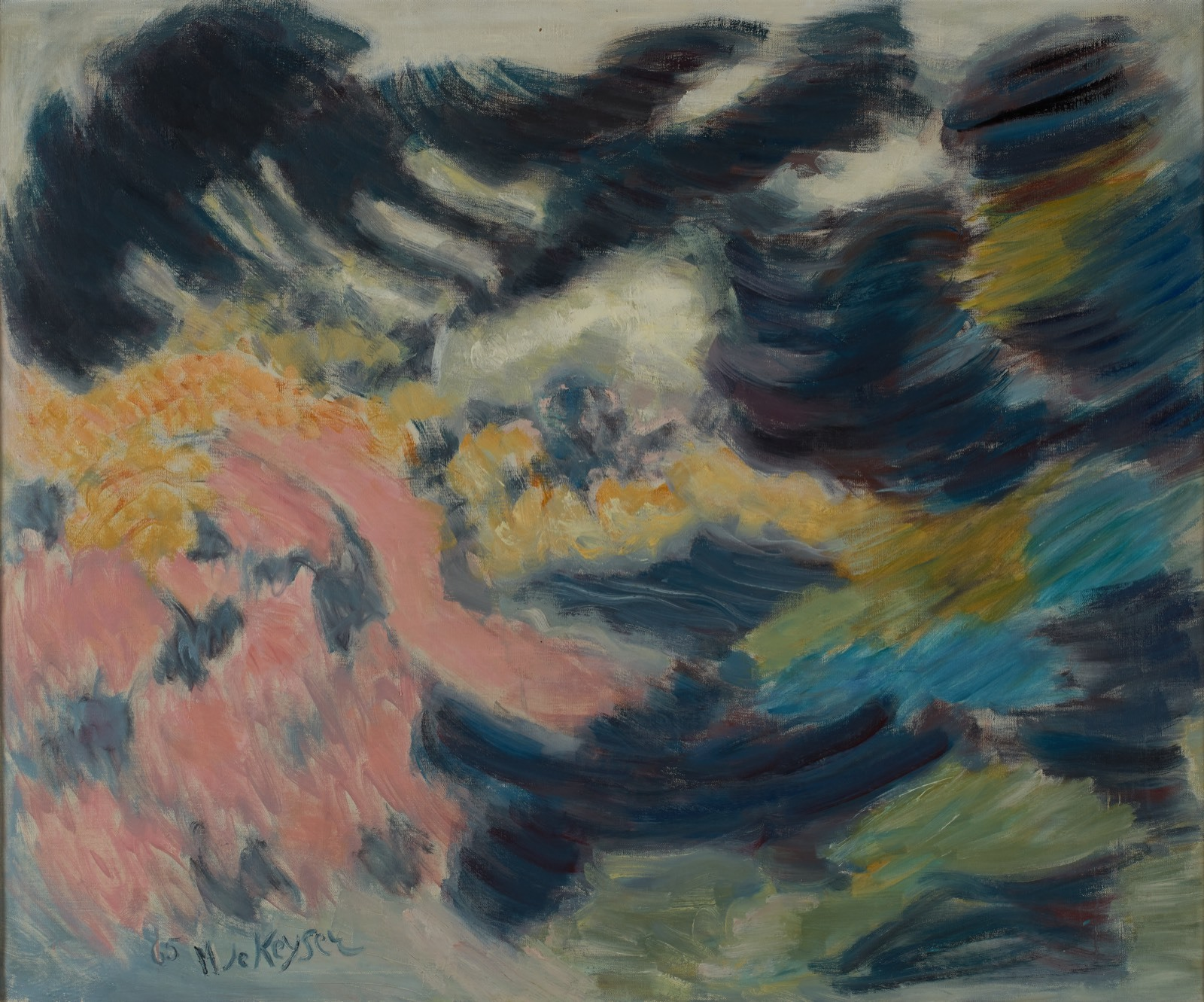
1965, olieverf op doek, h. 93.5 cm x b. 113.5 cm, S.M.A.K.